# Коувни, Патрик
Патрик Коувни (англ. Patrick Coveney; 29 июля 1934, Корк, Манстер — 22 октября 2022, Кросхейвен, Манстер) — ирландский прелат и ватиканский дипломат. Титулярный архиепископ Сатриано с 27 июля 1985. Апостольский про-нунций в Зимбабве и апостольский делегат в Мозамбике с 27 июля 1985 по 25 января 1990. Апостольский про-нунций в Эфиопии с 25 января 1990 по 27 апреля 1996. Апостольский делегат в Джибути с 26 марта 1992 по 27 апреля 1996. Апостольский нунций в Новой Зеландии, на Маршалловых Островах, Самоа и Тонга, а также апостольский делегат на Тихом океане с 27 апреля 1996 по 25 января 2005. Апостольский нунций в Вануату, Кирибати, Микронезии и на Фиджи с 15 октября 1996 по 25 января 2005. Апостольский нунций в Науру с 7 декабря 1996 по 25 января 2005. Апостольский нунций на Островах Кука и Палау с 14 июля 2001 по 25 января 2005. Апостольский нунций в Греции с 25 января 2005 по 16 июля 2009.
Скончался 22 октября 2022 года.